# مقاطعة والتون (جورجيا)
مقاطعة والتون (بالإنجليزية: Walton County)‏ هي إحدى المقاطعات في ولاية جورجيا في الولايات المتحدة الأمريكية.

## أعلام
- ريتشارد بينيت هوبارد
- فرد ميلس